# Nordhultasjön
Nordhultasjön är en sjö i Askersunds kommun i Närke och ingår i Motala ströms huvudavrinningsområde. Sjöns area är 0,009 kvadratkilometer och den befinner sig 165,3 meter över havet.